# 卡麥隆·特林加伊
卡麥隆·特林加伊（英語：Cameron Tringale；1987年8月24日—）是一位美國高爾夫球運動員。他出生在加利福尼亞州米申維耶霍。2009年，他轉為職業球員。